# Parco storico di Sukhothai
Il parco storico di Sukhothai racchiude le rovine dell'antica Sukhothai, capitale del Regno di Sukhothai nel tredicesimo e quattordicesimo secolo. È situato nella parte meridionale della Thailandia del Nord. Si trova nei pressi dell'attuale città di Sukhothai, capitale dell'omonima provincia. La città moderna fu fondata attorno alla fine del XVIII secolo dal re Rama I, dopo le devastazioni subite da quella antica durante le invasioni birmane che causarono la distruzione del Regno di Ayutthaya.

## La città antica
L'antica Sukhothai aveva una cittadella reale costruita attorno al complesso templare principale, il Wat Mahathat, e circondata da tre cerchie di mura concentriche e altrettanti fossati. Questa soluzione difensiva fu utilizzata spesso nelle maggiori città thai di quel tempo, minacciate dalle incursioni dei khmer e dei birmani. All'esterno della cittadella si sviluppava il resto della città, in cui viveva la popolazione comune. Si presume che l'urbanistica si ispirasse a quella adottata nelle città dell'Impero Khmer.
La configurazione dell'antica cittadella si trova in un'iscrizione del 1293, che la descrive come una città giardino con un ampio campo aperto per le parate reali e con molti alberi da frutta piantati ovunque nel parco, tra i quali la palma da cocco, il giuggiolo, il mango, il tamarindo e la palma di Betel, le cui noci sono tuttora consumate in Thailandia come stimolante.

## Descrizione del parco
La cerchia di mura rimasta della cittadella reale forma un rettangolo lungo 1 810 metri circa sull'asse est-ovest e 1 400 su quello nord-sud. Al centro di ogni lato si trova una porta di accesso. All'interno ci sono le rovine del palazzo reale e di 21 templi (ad esempio Wat Si Chum), il più grande dei quali è il Wat Mahathat, che era la cappella reale. Le mura, costruite in mattoni, sono circondate da un fossato e all'esterno vi sono altri templi e palazzi che fanno parte del parco.
Gli edifici furono costruiti nel classico stile di Sukhothai, che subì influenze delle preestistenti architetture khmer, cingalesi e mon. A sua volta lo stile di Sukhothai avrebbe influenzato gran parte della successiva architettura siamese. Nelle statue dei Buddha, la forma allungata del naso e la protuberanza a forma di fiamma posta sulla sommità del capo, chiamata Uṣṇīṣa, che rappresenta lo splendore dell'energia spirituale, sono caratteristiche mutuate dalla tradizione cingalese. La doppia linea attorno alla bocca deriva invece dall'arte khmer.
Di rilievo le antiche opere idrauliche presenti nella città murata. Il fossato che circonda le mura, scavato anche per proteggersi dagli attacchi nemici, i 175 stagni ed i 147 pozzi erano alimentati con le acque di un vicino canale ed usati come riserve d'acqua. Il sistema di trasmissione delle acque è rappresentato da un antico acquedotto, le cui tubazioni sono fatte in terracotta smaltata.
Il parco è gestito dal Dipartimento delle Belle Arti della Thailandia con la supervisione dell'UNESCO che l'ha dichiarato patrimonio dell'umanità. Viene visitato da migliaia di visitatori ogni anno.
La protezione dell'area venne annunciata la prima volta nel Volume 92, Sezione 112 della Gazzetta Reale Thailandese il 2 agosto 1961. Nel 1976 venne approvato il progetto di recupero, e nel luglio 1988 venne ufficialmente inaugurato. Il 12 dicembre 1991 venne dichiarato patrimonio dell'umanità, insieme ai vicini parchi storici di Kampheng Phet e di Si Satchanalai.

## Note

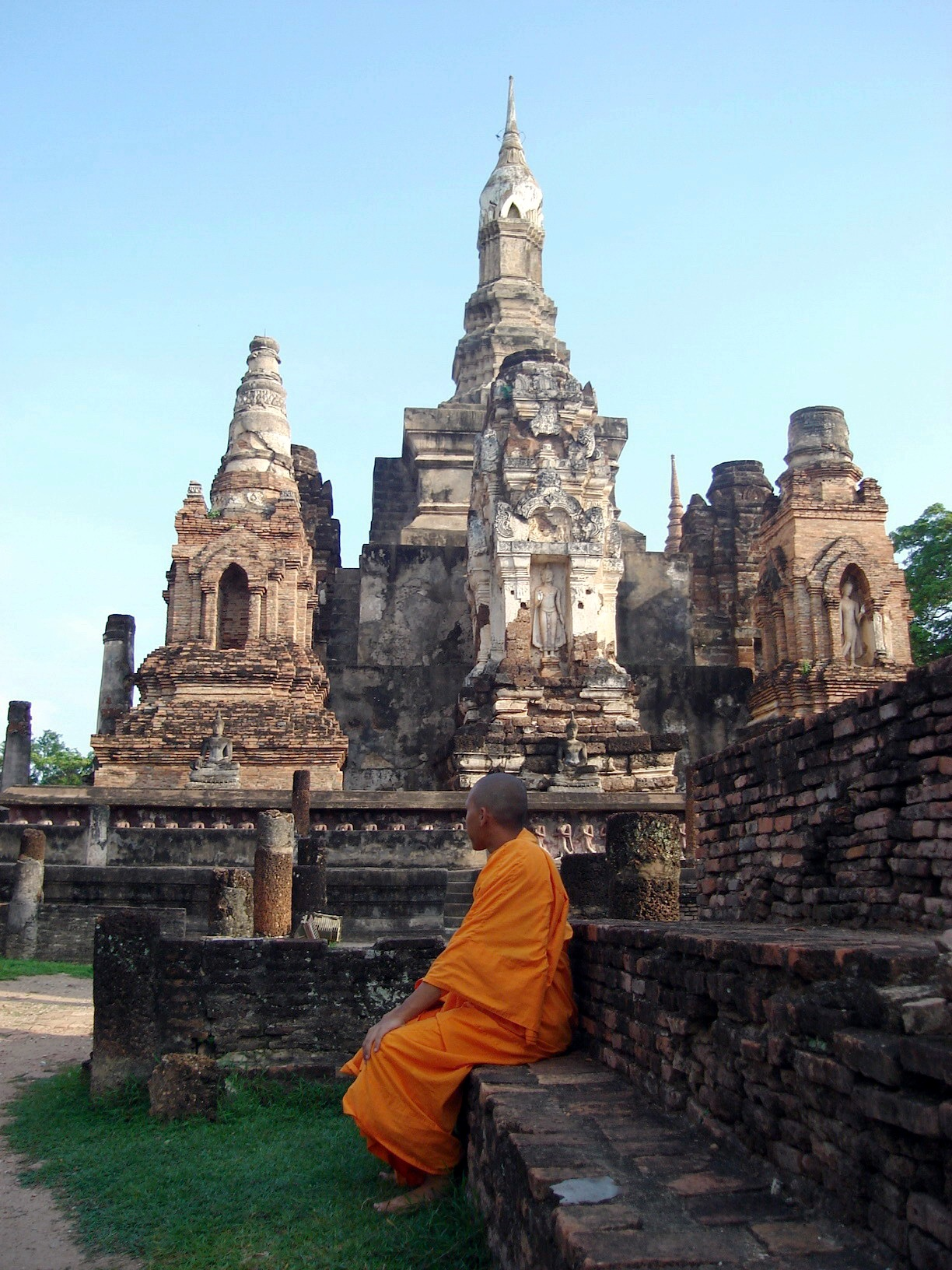
Il tempio di Wat Mahathat